# Zhou Qunfei
Zhou Qunfei (en chinois simplifié : 周群飞 ; née en 1970) est une entrepreneuse chinoise qui a créé l'entreprise spécialisée dans les écrans tactiles Lens Technology. Après l'introduction en bourse de sa société au Shenzhen ChiNext en mars 2015, sa fortune a été valorisée 10 milliards de dollars, faisant d'elle la femme la plus riche de Chine.

## Jeunesse
Zhou Qunfei est née en 1970 d'une famille pauvre de Xiangxiang dans la province de Hunan en Chine.
Avant sa naissance, son père, un ancien soldat, est devenu partiellement aveugle et a perdu un doigt dans un accident industriel dans les années 1960. Il travaillait comme artisan et fabriquait des paniers en bambou, des chaises et réparait des vélos ce qui permettait de subvenir aux besoins de sa famille. Sa mère est décédée quand elle avait cinq ans.
Lorsqu'elle était enfant, elle aidait sa famille à élever des animaux pour subvenir à leurs besoins et réaliser de petits profits. Même si elle était la seule de ses frères et sœurs à fréquenter une école secondaire et montrait un fort potentiel (une ancienne enseignante de collège l'a décrite comme une élève « travailleuse et talentueuse »), elle a finalement abandonné l'école à l'âge de 16 ans. Elle s'installe alors chez la famille de son oncle pour travailler dans la zone économique spéciale de Shenzhen dans la province de Guangdong. Alors qu'elle envisage de devenir fonctionnaire pour trouver un emploi stable, elle abandonne cette idée à cause de son manque de diplôme.
À Shenzhen, elle choisit délibérément de travailler pour des entreprises à proximité de l'université de Shenzhen afin de suivre des cours à temps partiel à l'université. Elle étudie de nombreuses matières et réussit des examens de comptabilité, d'informatique, de traitement douanier et obtient même un permis pour conduire des véhicules utilitaires. Son plus grand regret est de ne pas avoir étudié l'anglais.

## Carrière
Bien qu'elle rêvait de devenir une créateur de mode, Zhou Qunfei travaille d'abord dans une petite usine familiale de pièces d'horlogerie pour environ 180 yuans par mois. Mécontente des conditions de travail, elle décide de quitter son travail après seulement trois mois et présente une lettre de démission expliquant ses raisons mais exprimant aussi sa gratitude pour avoir été embauchée. À la lecture de sa lettre, le responsable de l'usine lui propose à la place une promotion.
Lorsque l'usine fit faillite, elle décide de fonder sa propre entreprise en 1993, à l'âge de seulement 22 ans avec 20 000 dollars hongkongais en poche (soit environ 3 000 dollars américains). C'est son cousin qui l'encourage à démarrer sa propre entreprise. Elle travaille d'abord avec son frère, sa sœur, leurs conjoints, et ses deux cousins dans un appartement de trois chambres. L'entreprise démarche des clients en promettant des verres pour les montres de qualité supérieure. Elle s'implique dans toutes les activités de la société, y compris les réparations et la conception de nouvelles machines. En 2001, sa société remporte un contrat rentable d'écrans pour téléphones portables du géant de l'électronique chinois TCL Corporation.
Zhou Qunfei a déclaré que ces dernières années, elle a créé un total de 11 entreprises.

## Lens Technology

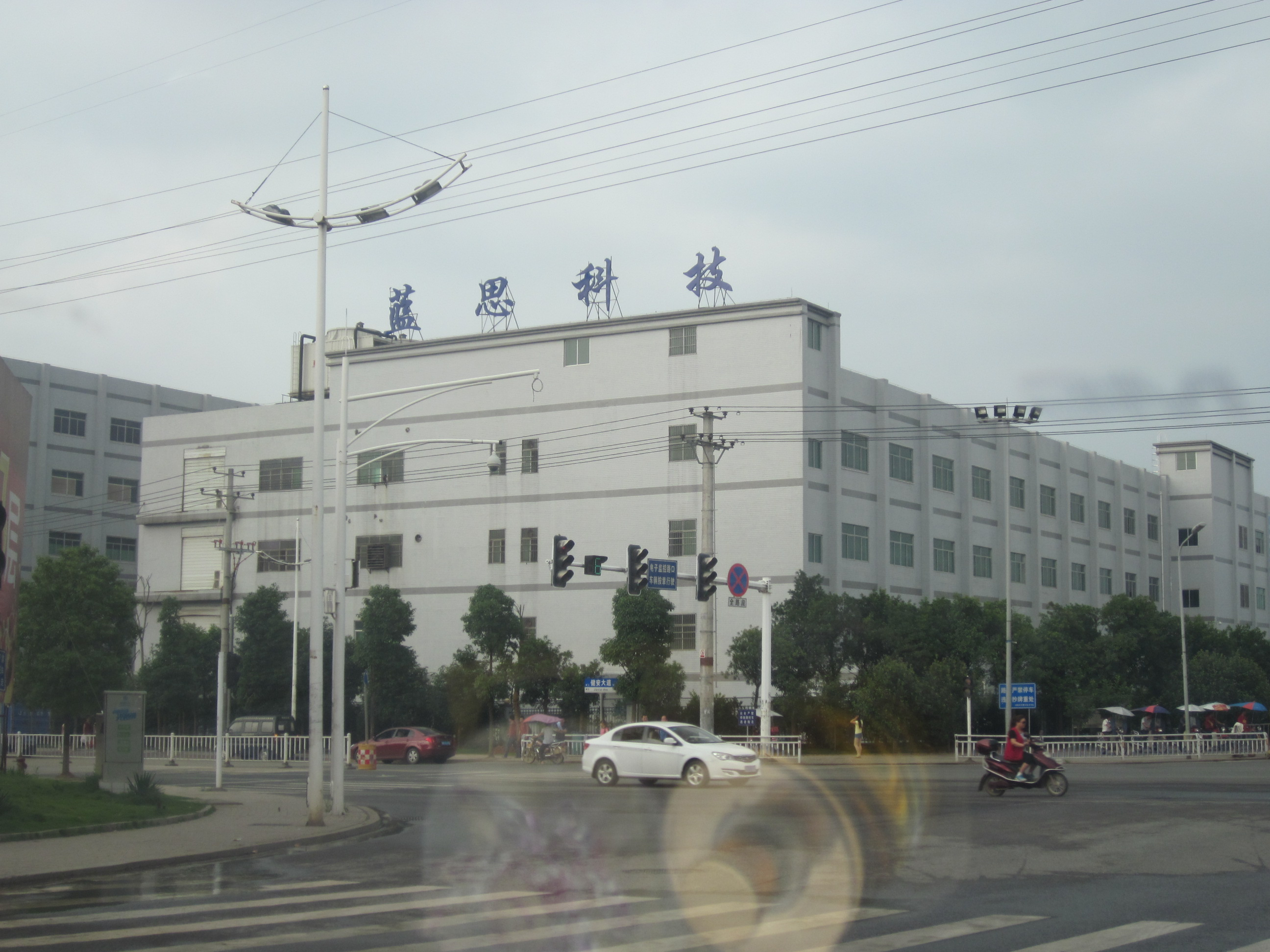
Lens Technology à Liuyang dans la province du Hunan en Chine.

En 2003, alors que son usine produit des verres pour les montres, son entreprise reçoit une demande de Motorola pour développer des écrans en verre pour leur Razr V3. C'est à cette période que les fabricants de téléphone portable abandonnent le plastique pour le verre pour leurs écrans.
C'est ainsi que Zhou Qunfei crée Lens Technology, spécialisée dans les écrans tactiles pour téléphone (le nom de l'entreprise a été choisi pour améliorer son référencement en ligne et toucher plus facilement des clients). En 2003, la société reçoit des commandes d'autres fabricants de téléphone portable comme HTC, Nokia ou Samsung Electronics. En 2007, son entreprise produit les écrans tactiles du premier modèle de l'iPhone d'Apple. Zhou Qunfei souhaite alors devenir un acteur dominant de cette industrie. La Technologie de lentille maintenant principalement des fournitures écrans tactiles de leader de l'électronique fabricants comme Apple, Samsung et Huawei, recevant près de 75 % de son chiffre d'affaires d'Apple et de Samsung. La prochaine Apple Montres utilisera son entreprise en verre et en cristal de saphir écrans. En avril 2015, l'entreprise emploie environ 60 000 personnes, devrait produire plus d'un milliard d'écrans en verre et dispose de 32 usines.
Le 18 mars 2015, 22e anniversaire de la création de sa première start-up, Lens Technology est introduite en bourse sur le ChiNext, un indice de la bourse de Shenzhen. Le prix de l'action augmente de 44 % le premier jour (limite maximum du marché) et de 10 % chaque jour entre le 19 mars et le 2 avril. Lens Technology est la meilleure introduction en bourse de Chine du premier trimestre 2015.

## Réalisations
À la suite de l'introduction en bourse de son entreprise en 2015, sa fortune personnelle augmente de 452 %. Elle détrône alors Chen Lihua qui était la femme la plus riche de Chine. Elle est considérée comme la plus riche self made woman du monde dans le secteur de la technologie.
Elle détient 87,9 % des actions de la société (sa position majoritaire lui permet d'avoir un contrôle stratégique sur sa société) pour une valeur de 6,4 milliards de dollars en août 2016. Sa fortune est alors équivalente à celle de John C. Malone et Pierre Omidyar, le fondateur d'eBay.
En outre, elle est classée 61e femme la plus puissante du monde en 2016, 205e personne la plus riche du monde en 2016, 18e personne la plus riche de Chine en 2015 et 30e personne la plus riche du secteur des technologies en 2015 selon le magazine Forbes. (#9 de Hong Kong milliardaires). Bloomberg l'a classée 211e milliardaire du monde.

## Vie personnelle
Zhou Qunfei est mariée avec l'ancien patron de l'usine avec lequel elle a eu une fille ; ils sont aujourd'hui divorcés. Sa fille étudie à l'étranger. En 2008, elle épouse Zheng Junlong (en chinois : 郑俊龙), un ancien collègue de l'usine qui détient actuellement 1,4 % du capital de Lens Technology. Ils vivent à Hong Kong et ont un enfant,. La famille est propriétaire d'un patrimoine immobilier à Hong Kong estimé à 27 millions de dollars.
Elle a indiqué dans une interview qu'elle considérait son travail comme un loisir, elle pratique aussi l'escalade et le tennis de table.
Son parcours est aujourd'hui une source d'inspiration pour de nombreux travailleurs immigrés de Chine. Dans une interview avec la télévision de Gansu, elle a indiqué que le secret de sa réussite résidait dans le désir d'apprendre.[réf. nécessaire]